# 세계 고양이의 날

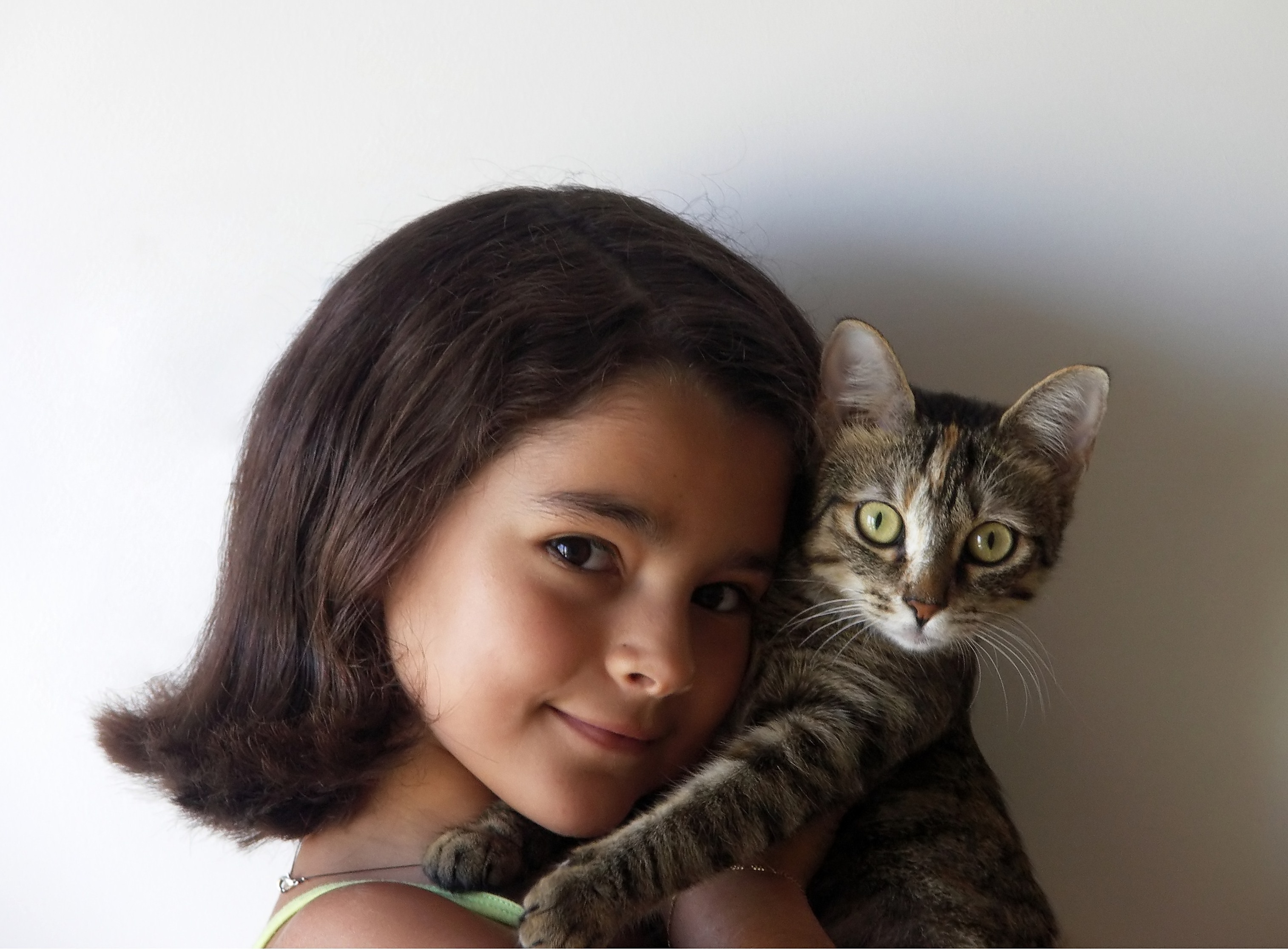

세계 고양이의 날(International Cat Day)은 세계적인 기념일로, 양력 8월 8일이다. 2002년 국제 동물 복지 기금이 기념일을 지정했다. 고양이에 대한 인식을 높이고 고양이를 돕고 보호하는 방법에 대해 교육하는 것이 이 기념일의 목적이다.
2020년부터는 전 세계적으로 고양이의 건강과 복지 개선을 목적으로 1958년에 설립된 영국의 비영리 단체인 International Cat Care가 기념일을 관리한다.